# Aeroporto di Kemerovo
L'aeroporto internazionale di Kemerovo (IATA: KEJ, ICAO: UNEE) (in russo Международный Аэропорт Кемерово) è un aeroporto situato vicino a Kemerovo, capitale dell'oblast' di Kemerovo, a est dell'oblast' di Novosibirsk, in Russia. La struttura è chiamata anche semplicemente aeroporto di Kemerovo.

## Dati meteorologici
Le condizioni climatiche nella regione presentano temperature che oscillano tra i -45 °C ed i +35 °C.

## Strategia
È uno degli scali aeroportuali civili russi più importanti a sud della Siberia ed uno dei due maggiori aeroporti civili dell'oblast' di Kemerovo. Attualmente è aperto a tutti i tipi di volo: locali, nazionali e internazionali.
Nel 2012 all'aeroporto è stato dato il nome del cosmonauta sovietico Aleksej Leonov, nato nell'oblast' di Kemerovo.

## Terminal

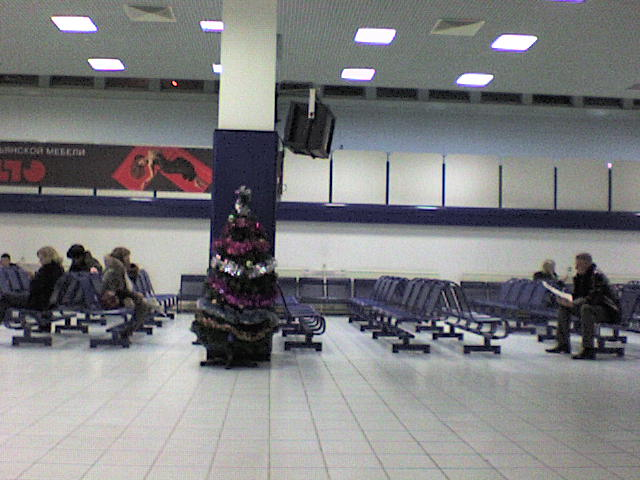
Sala d'attesa del terminal internazionale dell'aeroporto di Kemerovo.

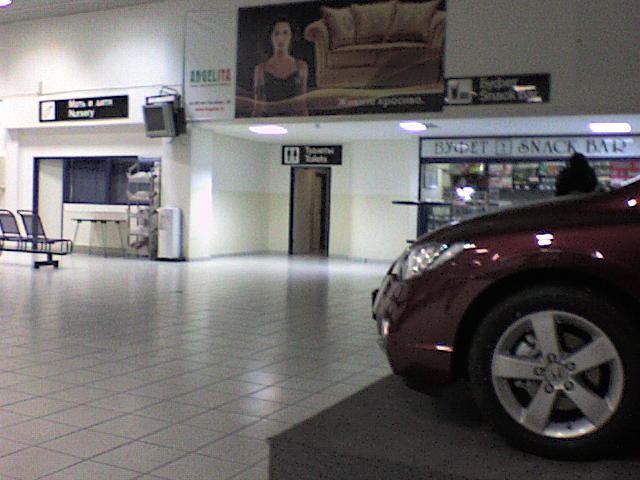
Snack bar, i servizi sanitari e igienici all'aeroporto di Kemerovo.

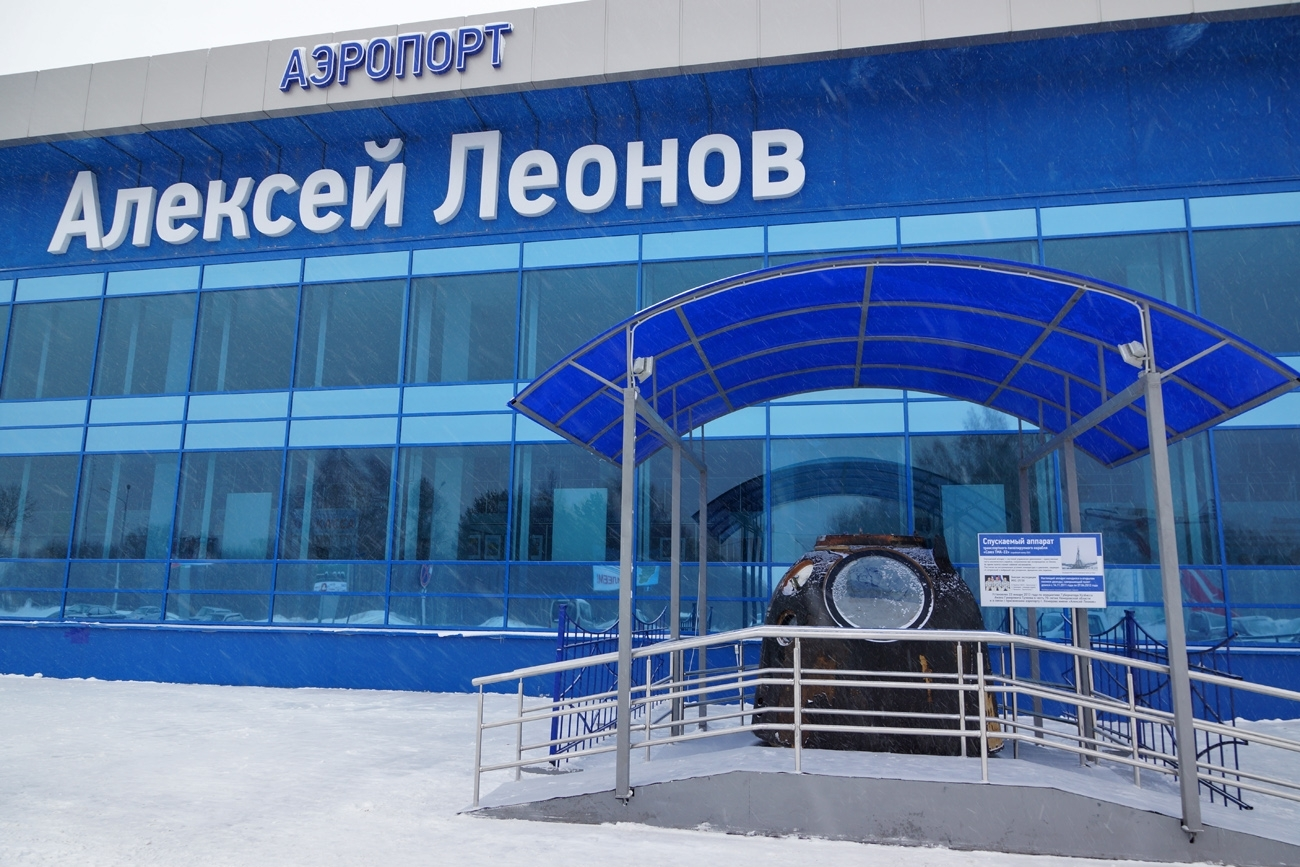
La vista del Terminal nazionale dell'aeroporto di Kemerovo.

All'aeroporto di Kemerovo sono presenti due terminal passeggeri:
- il nuovo terminal internazionale per i voli charter internazionali e i voli di linea nazionali, con la dogana, la polizia di frontiera, la biglietteria nazionale ed internazionale, il bar, i servizi sanitari ed igienici, la sala per le partenze e gli arrivi;
- il terminal nazionale per le partenze e gli arrivi dei voli interni.

## Dati tecnici
L'aeroporto di Kemerovo è attualmente dotato di una pista attiva. La lunghezza della pista attiva è di 3,200 m x 60 m. La pista dell'aeroporto è dotata del sistema PAPI.
L'aeroporto è equipaggiato per la manutenzione, l'atterraggio/decollo degli aerei: Airbus A310, Airbus A319, Airbus A320, Airbus A321, Boeing 737, Boeing 747, Boeing 757, Boeing 767-200, Tupolev Tu-134, Tupolev Tu-154M, Tupolev Tu-204, Ilyushin Il-62M, Ilyushin Il-76, Ilyushin Il-96, Ilyushin Il-114, McDonnell Douglas C-17 Globemaster III, Yakovlev Yak-42, Antonov An-24, Antonov An-26, Antonov An-74, Pilatus PC-12, nonché degli elicotteri di tutti tipi.
L'aeroporto di Kemerovo è uno scalo d'emergenza per gli aeroporti internazionali di Krasnojarsk e Novosibirsk.

## Collegamenti
Auto

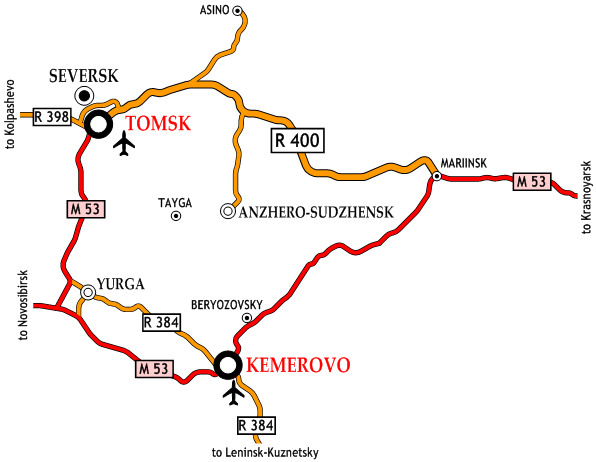
La mappa dei collegamenti stradali dell'aeroporto.

L'aeroporto di Kemerovo si trova a 10 km dal centro di Kemerovo ed è facilmente raggiungibile percorrendo la strada statale per la città di Kemerovo. Con la strada M53, dall'aeroporto si raggiungono l'oblast' di Tomsk e il vicino aeroporto di Tomsk, l'oblast' di Novosibirsk e l'importante aeroporto di Novosibirsk-Tolmačëvo ed inoltre il kraj di Krasnojarsk e l'aeroporto di Krasnojarsk-Emel'janovo. Con la strada R384 si raggiungono altre città dell'oblast' di Kemerovo come Leninsk-Kuzneckij, Novokuzneck e il secondo scalo aereo dell'oblast' di Kemerovo, l'aeroporto di Novokuzneck.
Taxi
L'aeroporto è servito da numerosi taxi che permettono di raggiungere facilmente le principali città dell'oblast' di Kemerovo.
TPL
Terminal aeroportuale, è facilmente raggiungibile dal centro della città dalla Stazione di Kemerovo delle Ferrovie russe con la linea no. 101ž/d (in russo: 101ж/д) del trasporto pubblico municipale, che effettua le fermate intermedie in ulitsa Kirova, vicino al Teatro di Drama di Kemerovo, passa alle Prospettive Kuzneckij e Sovetskij, vicino all'Ufficio Centrale di Poste russe, di fronte alle cineme Kosmos e Jubilejnyj. La prima corsa per l'aeroporto parte dalla stazione ferroviaria alle 06:00 in coincidenze con i principali voli di linea in partenza per Mosca. Inoltre, l'aeroporto è raggiungibile con la linea no. 126 in partenza dalla Prospettiva Kosmomol'skij che effettua le fermate intermedie alle Prospettive Leningradskij e Oktjabr'skij, Lenina. La linea no. 126 a volte limita il capolinea ai mercati centrali della città e non arriva fino all'aeroporto.
Inoltre, l'aeroporto è collegato con altri grandi città dell'oblast' di Kemerovo e dell'oblast' di Tomsk con i collegamenti giornalieri diretti: Novokuzneck, Prokop'evsk, Tomsk, Leninsk-Kuzneckij, Belovo, Kiselevsk, Mezhdurecensk, Anzhero-Sudzhensk, Mariinsk, Tajga, Tashtagol.